# Hiperinflación en Brasil
La hiperinflación en Brasil ocurrió entre los tres primeros meses de 1990. Las tasas de inflación mensuales entre enero y marzo de 1990 fueron 71,9%, 71,7% y 81,3% respectivamente. Según el Fondo Monetario Internacional (FMI), la hiperinflación se define como un período de tiempo en el que el nivel promedio de precios de bienes y servicios aumenta más del 50% mensual.
Brasil vivió más de una década de inflación muy alta –a menudo de dos dígitos mensuales– antes del período hiperinflacionario. El país sufrió hiperinflación durante menos de medio año. Este acontecimiento económico fue la culminación de una serie de aspectos estructurales de la economía brasileña, entre ellos, aunque no exclusivamente, un comercio exterior limitado y una elevada deuda pública externa, así como medidas preventivas ineficaces.
El gobierno brasileño respondió a la hiperinflación con múltiples períodos de congelamiento de precios para detener artificialmente la inflación. Esto resultó eficaz para controlar la hiperinflación durante unos meses. En julio de 1990, se levantaron los controles de precios y la hiperinflación volvió.
El período de hiperinflación se resolvió tras la implementación del Plan Real (1994). La economía brasileña contaba con recursos financieros limitados para sostener una costosa política fiscal expansiva. El Plan Real supuso anclar la economía a una unidad de cuenta separada, la Unidade Real de Valor (URV), en lugar de la moneda, el cruzeiro. La función de pago se transfirió entonces a la URV, que se convirtió en el real. La separación y reintegración de la función del dinero tuvo éxito en limitar la inflación a corto y largo plazo.

## Contexto histórico

### Década de 1960
En la década de 1960, Brasil adoptó un método de indexación que implicaba la fijación de precios internos mensuales o semanales para ciertas inversiones con el fin de cubrir ligeramente la inflación. Esto ofrecía una remuneración financiera a plazo real, segura y liquidable. Este método también exigía previsión económica y la cooperación de instituciones públicas y privadas. Dependía de la amplia aceptación y confianza de todos los agentes económicos para garantizar la adopción de estos índices. El fracaso de la indexación se debió a la incertidumbre pública y la desconfianza en el gobierno.

### 1987

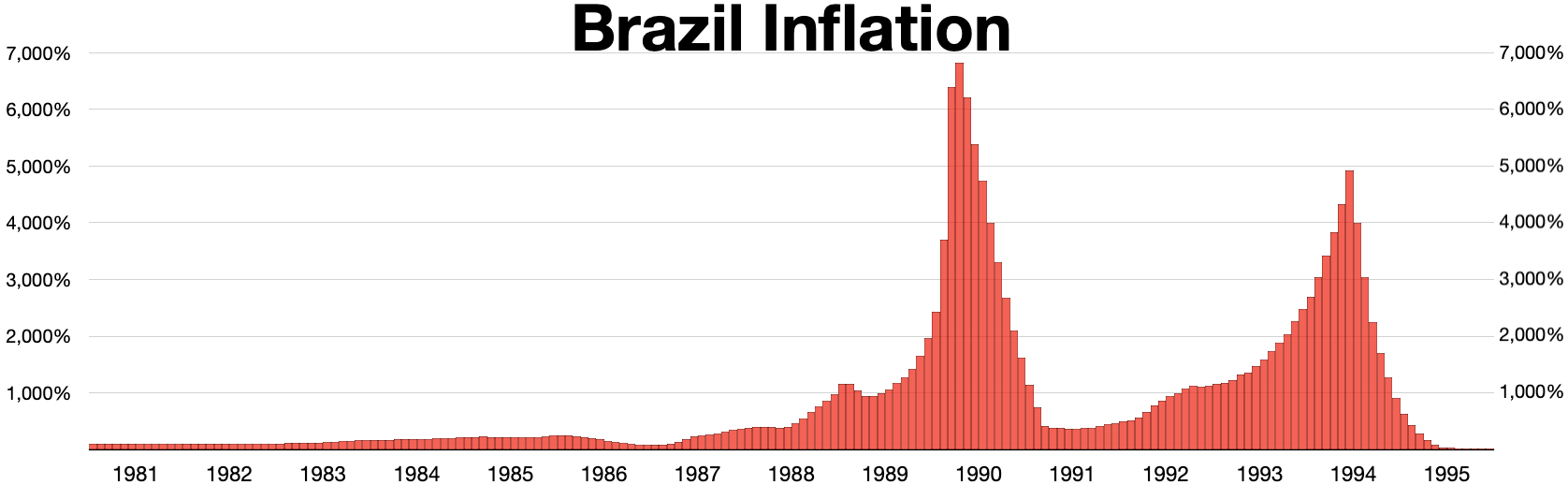
Inflación en Brasil 1981-1995

A pesar del aumento de las tasas de inflación, el sector privado brasileño vio fortalecidos sus balances gracias al crecimiento del mercado de activos financieros privados negociables con la introducción de las Letras del Tesoro. Esto vino acompañado de un aumento en la complejidad de los instrumentos financieros y la tecnología, así como de un mayor conocimiento especializado en el sector financiero.

### 1989
El período hiperinflacionario que comenzó en enero de 1990 siguió directamente a las elecciones brasileñas de 1989, las primeras elecciones presidenciales directas celebradas desde 1960. Los efectos duraderos de la dictadura militar pudieron verse en la voluntad, pero incapacidad, del nuevo gobierno democrático de detener eficazmente la alta inflación. Sólo después del período hiperinflacionario se tomaron medidas de emergencia agresivas.

## Tasa de inflación

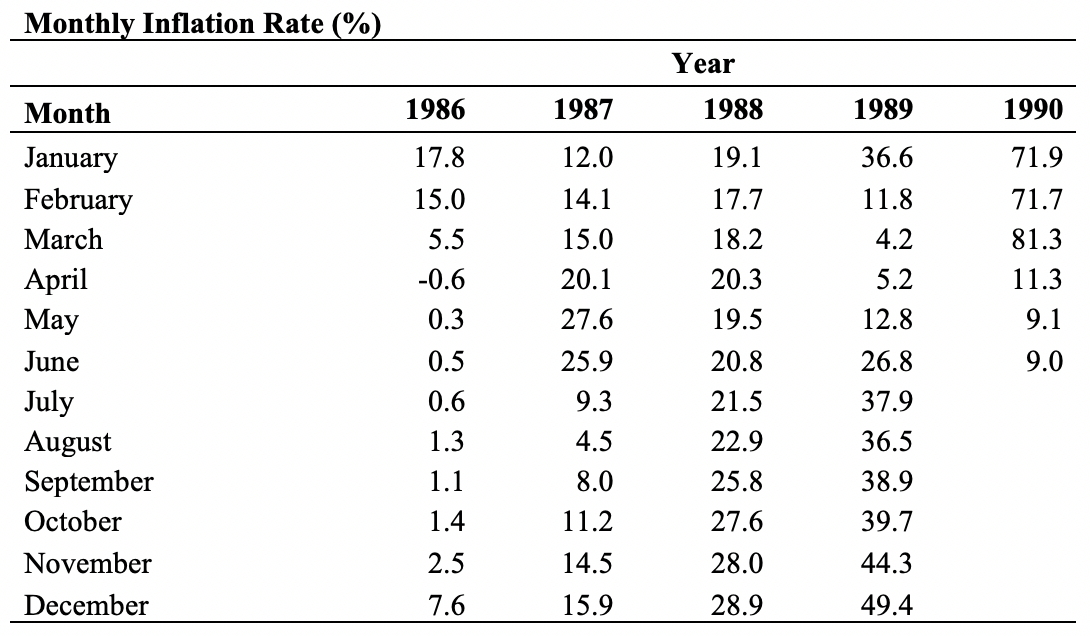
Tasa de inflación mensual de Brasil 1986-1990.

Brasil observó una inflación consistentemente alta en los tres años previos a enero de 1990. Si bien la inflación mensual se mantuvo en dos dígitos desde enero de 1987 hasta abril de 1990, los cortos períodos de inflación mensual de un solo dígito pueden atribuirse a la implementación de diferentes planes de manejo de la inflación. La inflación durante julio de 1987 a septiembre de 1987 de 9,3%, 4,5% y 8,0% respectivamente fue el resultado de la implementación del Plan Bresser en junio de 1987. Las tasas de inflación del 4,2% y el 5,2% en marzo y abril de 1989 fueron resultado del Plan de Verano implementado en enero de 1989.

## Causas

### Antecedentes
La hiperinflación obliga a la institución monetaria a volverse excesivamente fluida e inestable. El dinero es un factor que contribuye a la hiperinflación que sufre Brasil, así como a la capacidad del país para recuperarse mediante la separación y eventual reintegración de sus dos funciones.

#### Teoría de la inflación
En la década de 1980, una nueva teoría de la inflación se popularizó en Brasil. Esta fue la idea de la inflación inercial que pretendía explicar las diferentes razones detrás de la aceleración y el mantenimiento de la inflación. La inflación inercial se basa en la idea del conflicto distributivo que establece que un agente económico utilizará el mecanismo de precios para conservar o mejorar su participación en el mercado.
La nueva teoría sugiere que la inflación debería comenzar en un período de tiempo base elegido. Los analistas intentan explicar qué llevó al nivel dado de inflación y los cambios posteriores, teniendo en cuenta tanto la aceleración como el mantenimiento. El conflicto distributivo apunta a que el mantenimiento de la inflación se debe a una falta de coordinación entre los diferentes agentes económicos.

### Economía en gran medida endógena
La falta de comercio de Brasil expone la economía a una mayor vulnerabilidad a los shocks de precios internos. Una fuerte dependencia del suministro interno significa que los precios son más volátiles y propensos a inflarse, como en el caso del aumento de los precios de los alimentos causado por perturbaciones relacionadas con el clima. La mayor apertura del comercio de bienes duraderos ha significado un menor nivel de inflación en esta industria en comparación con la inflación promedio de los bienes de consumo.

### Alta deuda pública externa
El economista Pereira afirma que el balance asimétrico del sector público puede haber sido un factor causal de la hiperinflación de Brasil, ya que la elevada deuda pública externa puede estar indirectamente vinculada a las presiones inflacionarias. El gobierno impuso mayores impuestos para el servicio de esta cuantiosa deuda externa (capital e intereses), lo cual fue compensado por el aumento de precios fijado por los productores, lo que facilitó la inflación. La cuantiosa carga fiscal del servicio de la deuda externa no pudo ser cubierta con ingresos fiscales. El proceso de deterioro de las cuentas fiscales representó un importante problema estructural en la economía que el gobierno brasileño intentó resolver en múltiples ocasiones a través de diferentes medidas.

### Aceptación de una alta inflación
La economía brasileña históricamente aceptó altas tasas de inflación. Esta elevada inflación se vio agravada por un balance inestable que desembocó en hiperinflación.

### Sustituto de moneda
Brasil utilizó un sustituto fiable de la moneda nacional que funcionó como liquidez en la economía. El crecimiento expansivo de esta alternativa imitó los efectos de un exceso de oferta de dinero. Un exceso de oferta monetaria conduce a una alta inflación y, en casos más extremos, a una hiperinflación.

## Métodos de control

### Medidas preventivas fallidas
Brasil adoptó múltiples políticas de estabilización, muchas de ellas basadas en políticas de ingresos, para gestionar la alta inflación y prevenir la hiperinflación. El ciclo entre estabilización y desestabilización sentó las bases para la hiperinflación, ya que cada nuevo ciclo incluía un período más corto de baja inflación seguido de un pico de inflación más alto.

### Plan Cruzado (1986)
Introducido el 28 de febrero de 1986, el objetivo del Plan Cruzado era lograr una tasa de inflación cero. El plan funcionaba bajo la premisa de que la inflación era inercial y estaba causada por problemas estructurales como la indexación salarial y el sobreprecio sistémico. Los salarios se congelaron durante un año, ya que el gobierno reintrodujo un sistema de indexación. Posteriormente, los salarios se ajustaron mediante la concesión de bonificaciones. El plan desmanteló muchos mecanismos formales de indexación de los activos financieros en la economía brasileña y fue apoyado por una reforma monetaria. El economista Pereira sugiere que la antigua moneda (el cruzeiro) fue reemplazada por una nueva moneda (el cruzado) para inspirar confianza en la economía doméstica y reducir las presiones inflacionarias resultantes de una moneda débil.
El Plan Cruzado tuvo éxito hasta finales de 1986. El plan desencadenó una profunda crisis económica, ya que el aumento de los salarios y la congelación de los precios estimularon una espiral inflacionaria de precios y salarios inducida por la demanda. El déficit presupuestario del gobierno empeoró porque las empresas estatales no habían corregido sus precios para reflejar la demanda futura antes de la congelación. El rendimiento real de la deuda gubernamental se distorsionó y provocó que Brasil experimentara una fuga de capitales por primera vez en sus políticas de estabilización. Las tasas de interés de la deuda interna aumentaron por temor al repudio y contribuyeron a la espiral de hiperinflación.

#### Plan Bresser (1987)
El Plan Bresser, implementado el 12 de junio de 1987, tenía como objetivo mejorar el funcionamiento saludable de la economía reduciendo la inflación a un nivel manejable en lugar de eliminarla. El plan de tres meses fue una respuesta política a una emergencia financiera y tenía como objetivo superar una crisis aguda completando el sistema de indexación que el Plan Cruzado había prohibido legalmente. El Plan Bresser fue un shock heterodoxo que implicó congelamiento de precios, pero esta vez los consumidores y productores estaban al tanto de futuros congelamientos de precios.
El plan comenzó a desmoronarse en el último trimestre de 1987 y se debió principalmente a los importantes aumentos salariales que recibieron los empleados del gobierno.

#### Plan de verano (1989)
El 15 de enero de 1989 se puso en práctica el Plan de Verano, de cuatro a ocho semanas de duración, que se centraba en limitar la inflación y reducir el déficit público. El plan pretendía alcanzar el primer objetivo mediante más congelaciones de precios y salarios y la introducción de una nueva moneda (el cruzado novo). El plan proponía la reducción de 90.000 empleados públicos y el cierre de algunas empresas estatales para reducir el déficit presupuestario. En medio de fuertes protestas y resistencia, se modificó esta última propuesta y el déficit continuó.

### Respuesta a la hiperinflación

#### Plan Collor (1990)
El Plan Collor, tripartito y presentado el 16 de marzo de 1990, adoptó también una congelación de precios. Todos los precios se congelaron al nivel del 12 de marzo de 1990, para que el gobierno los ajustara posteriormente en función de las expectativas de inflación futuras. El plan implicaba una reducción de la masa monetaria mediante la congelación de cuentas bancarias y la restricción de los mercados financieros. El plan congeló efectivamente el 80% de toda la liquidez. Un aumento mensual del 29% en la oferta monetaria se utilizó para licuar la economía y reintroducir una nueva moneda (el cruzeiro).
El gobierno buscó eliminar el déficit presupuestario y lograr un superávit en los balances operativo y primario. El gobierno impuso impuestos, aumentó los precios de los bienes producidos por el estado, recortó la mayoría de los subsidios, despidió a 50.000 empleados federales y privatizó empresas del sector público.
Este plan logró controlar la hiperinflación al reducir la inflación mensual del 81,3% en marzo de 1990 al 11,3% en abril de 1990 (Pereira y Nakano, 1991, pág. 44). En julio de 1990, cuando se levantaron los controles de precios, Brasil vio el resurgimiento de la alta inflación.

### Evitando el resurgimiento de la hiperinflación

#### Plan Real (1994)

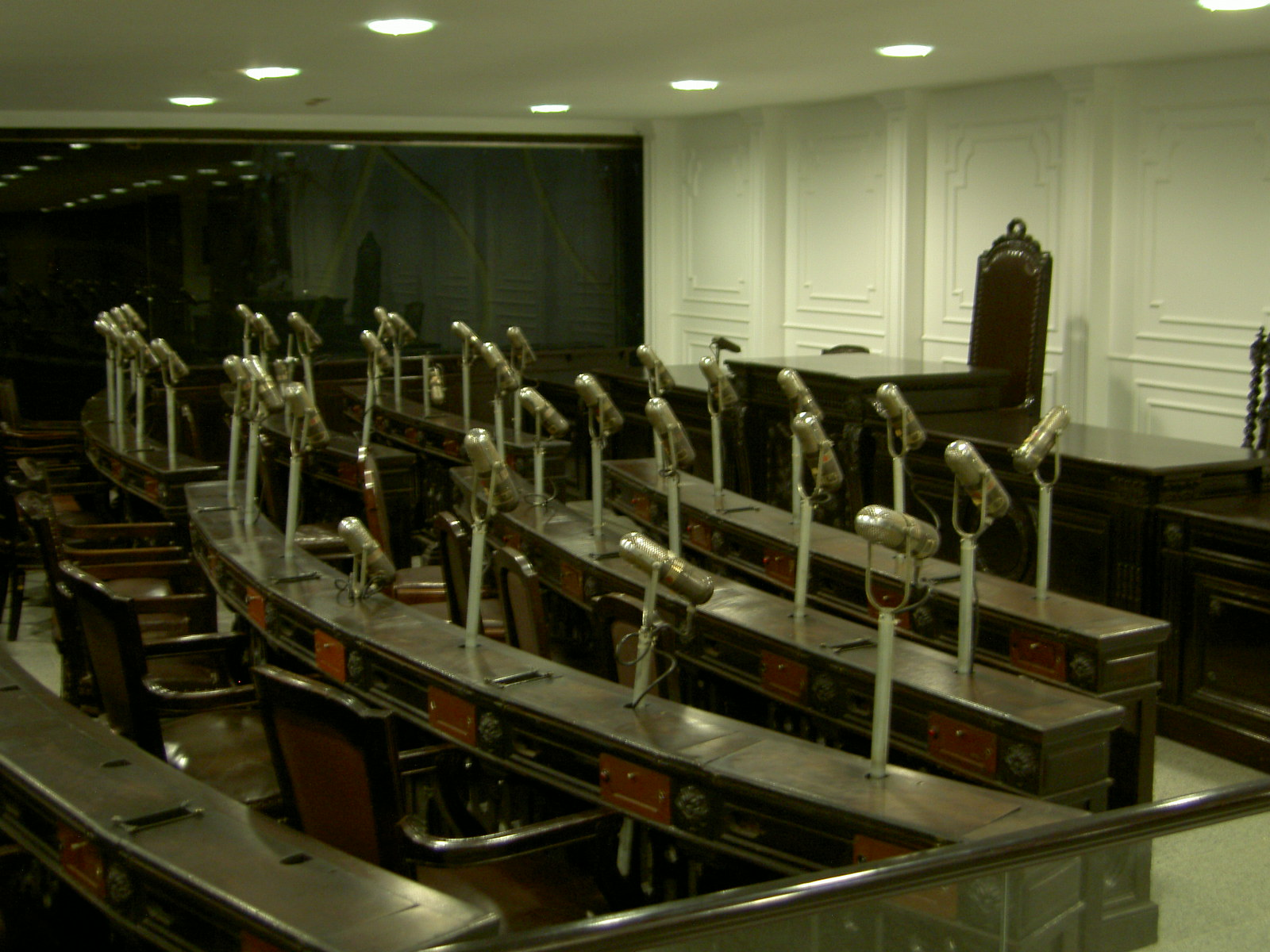
El parlamento brasileño en los años 1960

El Plan Real supuso anclar la economía a una unidad de cuenta separada y distinta para reflejar los precios relativos, ya que la moneda había perdido esta función. Los agentes económicos siguieron un nuevo índice, la Unidade Real de Valor (URV), que se estableció entre febrero y junio de 1994 y se ajustaba diariamente. Se dieron incentivos para alentar la transformación de los contratos antiguos para que se reescribieran en nuevos términos de la URV. El Plano Real fue objeto de un debate abierto en el Parlamento semanas antes de su implementación, lo que permitió tanto considerar diferentes perspectivas como informar a todos los agentes económicos sobre el plan antes de su ejecución. Las funciones de cuenta y pago se separaron por completo, con el cruzeiro como unidad de pago y el URV como unidad de cuenta. El 1 de julio de 1994, la función de pago se transfirió al URV, que se convirtió en el real, reemplazando al cruzeiro. Este plan tuvo éxito y Brasil ha logrado mantener una inflación de un solo dígito.
El Plan Real tuvo éxito en limitar la inflación, como se vio en la significativa reducción de la inflación mensual en 1994, del 48% en junio al 7,8% en julio y al 1,9% en agosto. El éxito a largo plazo de este plan dependía de su capacidad para mitigar los shocks económicos externos sin caer nuevamente en una espiral de inflación elevada. Esto se puso a prueba en enero de 1999, cuando una crisis cambiaria provocó una devaluación del 35% de la moneda, mientras que la tasa de inflación anual se mantuvo baja, en el 8%.

## Bibiliografía
- Allen, Larry (2009). The Encyclopedia of Money (2da edición). Santa Barbara, CA: ABC-CLIO. pp. 210–212. ISBN 978-1598842517.